# Onthophagus anitidus
Onthophagus anitidus es una especie de insecto del género Onthophagus de la familia Scarabaeidae del orden Coleoptera.

## Historia
Fue descrita científicamente por primera vez en el año 2005 por Ochi & Kon.